# Zíper (morto em 547)
Zíper foi um oficial de guarda bizantino (armígero) do século VI, ativo durante o reinado do imperador Justiniano (r. 527–565). Sob João Troglita, participou na expedição do inverno de 546/7 que causou a derrota do líder berber Antalas; causou a morte do líder tribal Jaldas. No verão de 547, ele e Ariarido instigaram Troglita a lutar na desastrosa Batalha de Marta, onde lutou ao lado de Solumudo. Foi morto durante a luta.